# Polytrichum nudiusculum
Polytrichum nudiusculum là một loài rêu trong họ Polytrichaceae. Loài này được (Mitt.) Müll. Hal. mô tả khoa học đầu tiên năm 1869.